# Sphenomorphus solomonis
Espèce
Synonymes
- Lygosoma solomonis Boulenger, 1887
- Lygosoma brevipes Boettger, 1895
- Lygosoma schodei Vogt, 1912
- Sphenomorphus solomonis schodei (Vogt, 1912)
- Lygosoma moszkowskii Vogt, 1912
- Sphenomorphus moszkowskii (Vogt, 1912)
- Lygosoma eremita Werner, 1913

Sphenomorphus solomonis est une espèce de sauriens de la famille des Scincidae.

## Répartition
Cette espèce se rencontre :
- dans l'archipel Bismarck en Papouasie-Nouvelle-Guinée ;
- dans les Îles Salomon.

## Description
C'est un saurien ovipare.

## Étymologie
Cette espèce est nommée en référence au lieu de sa découverte, les Îles Salomon.

## Publication originale
- Boulenger, 1887 : Catalogue of the Lizards in the British Museum (Nat. Hist.) III. Lacertidae, Gerrhosauridae, Scincidae, Anelytropsidae, Dibamidae, Chamaeleontidae. London, p. 1-575 (texte intégral).
- Vogt, 1912 : Beitrag zur Reptilien- und Amphibienfauna der Südseeinseln. Sitzungsberichte der Gesellschaft Naturforschender Freunde zu Berlin, vol. 1912, p. 1-13 (texte intégral).
- Vogt, 1912 : Reptilien und Amphibien aus Hollandisch-Neu-Guinea. Sitzungsberichte der Gesellschaft Naturforschender Freunde zu Berlin, vol. 1912, p. 355-359 (texte intégral).